# يوسف الصاعدي
يوسف عبد الرحمن الصاعدي لاعب كرة قدم سعودي ، يلعب كلاعب وسط لعب سابقاً في نادي الذهب.